# Salamiestis
Salamiestis is een plaats in de gemeente Kupiškis in het Litouwse district Panevėžys. De plaats telt 300 inwoners (2001).